# Gerre Hancock
Gerre Edward Hancock, né le 21 février 1934 à Lubbock, au Texas, et mort le 21 janvier 2012, est un organiste, improvisateur et compositeur américain, professeur d'orgue et de musique sacrée à l'université du Texas à Austin.

## Biographie
Gerre Hancock a étudié la musique à l'université du Texas à Austin, à l'Union Theological Seminary et à Paris, notamment auprès de Jean Langlais et Nadia Boulanger. Il a été organiste assistant à l'église épiscopalienne Saint-Barthélémy de New York, organiste et chef de chœur à Cincinnati, puis de nouveau à New York à l'église épiscopalienne Saint-Thomas de 1971 à 2004, date à laquelle il a quitté New York pour Austin.
Reconnu pour ses qualités d'improvisateur, il est l'auteur d'un manuel d'improvisation, Improvising: How to Master the Art, très utilisé aux États-Unis. Il a enseigné à la Juilliard School, a été professeur invité à l'Institut de musique sacrée de l'université Yale et à l'Eastman School of Music de Rochester. Il a enregistré plusieurs disques de musique chorale (en tant que chef de chœur), de musique d'orgue des XVIIe et XVIIIe siècles et d'improvisations, notamment pour Gothic Records, Decca/Argo, Koch International et Priory Records. Il joue parfois en duo avec son épouse Judith, qui enseigne également l'orgue et la musique sacrée à l'université du Texas à Austin. 